# Proceratium ecuadoriense
Proceratium ecuadoriense (лат.) — вид мелких муравьёв из подсемейства Proceratiinae (Formicidae). Эндемики Эквадора.

## Распространение
Южная Америка. Эквадор.

## Описание
Мелкие муравьи с загнутым вниз и вперёд кончиком брюшком (длина рабочих 3,21 — 3,62 мм; длина глаз составляет 0,04—0,07 мм). От близких видов отличается следующими признаками: голова и мезосома сетчато-ямчатой формы с наложенными грануляциями; брюшко полностью скульптированное; проподеальный спуск широкий и низкий; верх проподеума покрыт только короткими волосками. Средние голени без гребенчатых шпор. Нижнечелюстные щупики 3-члениковые, нижнегубные щупики состоят из 2 сегментов. Окраска красновато-коричневая. Предположительно, как и другие близкие виды, охотятся на яйца пауков и других членистоногих.

## Классификация
Относится к группе видов из клады Proceratium micrommatum вместе с Proceratium brasiliense, Proceratium catio, Proceratium colombicum.